# Aprostocetus psyllidis
Aprostocetus psyllidis är en stekelart som först beskrevs av Muhammad Sharif Khan och Shafee 1981.  Aprostocetus psyllidis ingår i släktet Aprostocetus och familjen finglanssteklar. Inga underarter finns listade i Catalogue of Life.